# Wild Cards
Wild Cards es una serie de televisión de comedia dramática policial coproducida por la cadena de televisión canadiense CBC y la cadena estadounidense The CW. Se estrenó el 10 de enero de 2024 en Canadá, seguido de su estreno en Estados Unidos el 17 de enero de 2024.
El 23 de mayo de 2024, la serie fue renovada para una segunda temporada que se estrenó el 8 de enero de 2025 en Canadá, y el 3 de febrero de 2025 en Estados Unidos. El 1 de mayo de 2025, la serie fue renovada para una tercera y cuarta temporada.

## Premisa
Cole Ellis, un policía de agua degradado, arresta a Max Mitchell, una estafadora transitoria. Mientras está detenida y retenida en la estación, ella lo ayuda a resolver otro crimen. A los dos se les ofrece una oportunidad de redención: a Ellis, la de recuperar su placa de detective, y a Max, la de no ir a la cárcel; sólo tienen que formar pareja y trabajar juntos.

## Reparto

### Principales
- Vanessa Morgan como Max Mitchell
- Giacomo Gianniotti como Cole Ellis
- Jason Priestley como George Graham
- Terry Chen como el jefe Li
- Karin Konoval como Comisaria Russo

### Recurrente
- Martin Sheen como Joseph Edwards (temporada 2)[4]

### Invitados
- Ally Sheedy como Rose Pruett (temporada 2)
- Marie Avgeropoulos como Nadia Evans (temporada 2)
- Tony D'Angelo como Jaws (temporada 2)
- Katie Findlay como Maddy (temporada 2)

## Episodios
| Temporada | Temporada | Episodios | Episodios | Emisión original    | Emisión original    |
| Temporada | Temporada | Episodios | Episodios | Primera emisión     | Última emisión      |
| --------- | --------- | --------- | --------- | ------------------- | ------------------- |
|           | 1         | 10        | 10        | 10 de enero de 2024 | 13 de marzo de 2024 |
|           | 2         | 13        | 13        | 8 de enero de 2025  | 2 de abril de 2025  |

### Primera temporada (2024)
| N.º en serie | N.º en temp. | Título                                     | Dirigido por       | Escrito por                                        | Fecha de emisión en Canadá | Fecha de emisión en Estados Unidos | Audiencia en EU (millones) |
| ------------ | ------------ | ------------------------------------------ | ------------------ | -------------------------------------------------- | -------------------------- | ---------------------------------- | -------------------------- |
| 1            | 1            | «The Infinity Thief»                       | James Genn         | Michael Konyves                                    | 10 de enero de 2024        | 17 de enero de 2024                | 0.50                       |
| 2            | 2            | «Show Me the Murder»                       | James Genn         | Morwyn Brebner                                     | 17 de enero de 2024        | 24 de enero de 2024                | 0.56                       |
| 3            | 3            | «Howl to Get Away with Murder»             | Lee Rose           | Historia de: James Thorpe Guion de: Sabrina Sherif | 24 de enero de 2024        | 31 de enero de 2024                | 0.48                       |
| 4            | 4            | «Strangers on a Wave»                      | Lee Rose           | Noelle Carbone                                     | 31 de enero de 2024        | 7 de febrero de 2024               | 0.52                       |
| 5            | 5            | «The Accountant of Monte Cristo»           | Shawn Piller       | Marcus Robinson y Kristin Slaney                   | 7 de febrero de 2024       | 14 de febrero de 2024              | 0.52                       |
| 6            | 6            | «Dead of Night»                            | Shawn Piller       | Robina Lord-Stafford                               | 14 de febrero de 2024      | 21 de febrero de 2024              | 0.45                       |
| 7            | 7            | «Con with the Wind»                        | Winnifred Jong     | Seneca Aaron y Marcus Robinson                     | 21 de febrero de 2024      | 28 de febrero de 2024              | 0.47                       |
| 8            | 8            | «Eternal Sunshine of the Therapized Mind"» | Winnifred Jong     | Alexandra Zarowny                                  | 28 de febrero de 2024      | 6 de marzo de 2024                 | 0.61                       |
| 9            | 9            | «Inside (Con)Man»                          | Alexandria LaRoche | Marsha Greene                                      | 6 de marzo de 2024         | 13 de marzo de 2024                | 0.59                       |
| 10           | 10           | «Romancing the Egg»                        | Amanda Tapping     | Marcus Robinson, James Thorpe y Alexandra Zarowny  | 13 de marzo de 2024        | 20 de marzo de 2024                | 0.54                       |

### Segunda temporada (2025)
| N.º en serie | N.º en temp. | Título                          | Dirigido por      | Escrito por                    | Fecha de emisión en Canadá | Fecha de emisión en Estados Unidos | Audiencia en EU (millones) |
| ------------ | ------------ | ------------------------------- | ----------------- | ------------------------------ | -------------------------- | ---------------------------------- | -------------------------- |
| 11           | 1            | «Con in 60 Seconds»             | James Genn        | Michael Konyves y James Thorpe | 8 de enero de 2025         | 5 de febrero de 2025               | 0.57                       |
| 12           | 2            | «Once a Con a Time in the West» | James Genn        | Marcus Robinson                | 15 de enero de 2025        | 12 de febrero de 2025              | 0.50                       |
| 13           | 3            | «The Lorne Identity»            | Shawn Piller      | Kristin Slaney                 | 22 de enero de 2025        | 19 de febrero de 2025              | 0.43                       |
| 14           | 4            | «Dial 'A' for Alibi»            | Shawn Piller      | Alexandra Zaroney              | 29 de enero de 2025        | 26 de febrero de 2025              | 0.42                       |
| 15           | 5            | «Catch Me if You Con»           | Shawn Piller      | Carina Samuels                 | 5 de febrero de 2025       | 5 de marzo de 2025                 | 0.43                       |
| 16           | 6            | «Seance and Sensibility»        | Alexandra LaRoche | James Thorpe                   | 12 de febrero de 2025      | 12 de marzo de 2025                | 0.52                       |
| 17           | 7            | «The Big Bang Theory»           | Alexandra LaRoche | Gorrman Lee                    | 19 de febrero de 2025      | 19 de marzo de 2025                | 0.53                       |
| 18           | 8            | «Death By Design»               | James Genn        | Alexandra Zarowny              | 26 de febrero de 2025      | 26 de marzo de 2025                | 0.48                       |
| 19           | 9            | «Barking Bad»                   | James Genn        | Marcus Robinson                | 5 de marzo de 2025         | 2 de abril de 2025                 | 0.46                       |
| 20           | 10           | «Our Lip (Fillers) Are Sealed»  | Darcy Waite       | Michael Konyves y K. Slaney    | 12 de marzo de 2025        | 9 de abril de 2025                 | 0.49                       |
| 21           | 11           | «Bride and Doom»                | Shannon Kohli     | James Thorpe                   | 19 de marzo de 2025        | 16 de abril de 2025                | 0.48                       |
| 22           | 12           | «Clouds In My Eyes»             | James Genn        | Michael Konyves                | 26 de marzo de 2025        | 23 de abril de 2025                | 0.48                       |
| 23           | 13           | «Sunrise Sunset»                | James Genn        | Michael Konyves y James Thorpe | 2 de abril de 2025         | 7 de mayo de 2025                  | 0.44                       |

## Producción

### Desarrollo
A principios de junio de 2023, CBC anunció que sus nuevos dramas para la temporada 2023-24 incluirían una nueva serie titulada Wild Cards del showrunner Michael Konyves. Shawn Piller sería el productor ejecutivo, con Noelle Carbone como guionista principal y productora ejecutiva, y James Genn como director piloto y productor ejecutivo. Más tarde, ese mismo mes, se confirmó que la producción y el rodaje habían comenzado. La serie es producida por Blink49 Studios, Front Street Pictures y Piller/Segan en asociación con CBC Television en Canadá; en octubre de 2023, se anunció que The CW en los EE. UU. también produciría la serie.

### Selección de reparto
A principios de octubre de 2023, se hicieron los primeros anuncios del reparto para los dos papeles principales con Giacomo Gianniotti para interpretar al policía y Vanessa Morgan para interpretar a la estafadora. En diciembre de 2023, se anunció que Jason Priestley se había unido al elenco.

### Rodaje
El rodaje tuvo lugar en Vancouver, Columbia Británica entre el 24 de julio de 2023 y el 27 de octubre de 2023, seguido de un solo día de rodaje en Toronto, Ontario.

## Emisión y lanzamiento
Wild Cards fue ordenado como serie por la emisora canadiense CBC y la cadena estadounidense The CW. La primera temporada de 10 episodios se estrenó el 10 de enero de 2024 en CBC Television en Canadá y su plataforma de transmisión digital asociada CBC Gem, así como en formato on-demand y los respectivos sitios web de ambas plataformas en Canadá, y el 17 de enero de 2024 en The CW, y al día siguiente en su aplicación, on-demand y su sitio web en los Estados Unidos.

## Recepción
En el sitio web agregador de reseñas Rotten Tomatoes, la primera temporada tiene un índice de aprobación del 100% basado en 5 reseñas de críticos.